# José Serra
José Serra (ur. 19 marca 1942 w São Paulo) – brazylijski polityk, były senator i minister, były burmistrz miasta São Paulo, gubernator stanu São Paulo w latach 2007–2010. Kandydat w wyborach prezydenckich w 2002 oraz w 2010.

## Młodość i edukacja
Serra urodził się w 1942, jego rodzice byli Włochami. W wieku 22 lat przerwał studia inżynieryjne na Politechnice w São Paulo i w 1964 opuścił kraj, po ustanowieniu w Brazylii dyktatury wojskowej. W latach 1964–1976 przebywał na uchodźstwie, w Chile, Argentynie oraz USA. Podczas pobytu w Chile podjął studia ekonomiczne oraz w 1967 poślubił Monicę Allende, tancerkę Baletu Narodowego, z którą ma dwoje dzieci. W Stanach Zjednoczonych uzyskał tytuł magistra ekonomii na Cornell University, a następnie przez dwa lata pracował w Institute for Advanced Studies w Princeton.

## Kariera polityczna
Do Brazylii powrócił w 1978 po amnestii politycznej. Wykładał wówczas na Uniwersytecie w Campinas oraz pisał dla gazety „Folha de São Paulo”. W 1982 objął pierwsze stanowisko polityczne, zostając sekretarzem ds. gospodarki i planowania stanu São Paulo w czasie rządów gubernatora Franca Montoro.
W latach 1986–1994 piastował mandat w Izbie Deputowanych, niższej izbie brazylijskiego parlamentu. Od 1994 do 2002 zasiadał w Senacie z ramienia Partii Socjaldemokratycznej Brazylii (PSDB, Partido da Social Democracia Brasileira). Zyskał popularność w czasie prezydentury Fernanda Henrique Cardoso (1994-2002). W jego gabinecie w latach 1995–1996 zajmował stanowisko ministra planowania i budżetu, a następnie od 1998 do 2002 ministra zdrowia. Jako minister zdrowia, wprowadził powszechny program leczenia osób z wirusem HIV i AIDS. Wprowadził zakaz reklamy wszelkich form wyrobów tytoniowych oraz nakaz informacji o szkodliwości palenia tytoniu na opakowaniach wyrobów tytoniowych. Powołał również niezależną agencję ds. zdrowia, „Anvisa”, w skład której weszli profesjonaliści z branży medycznej.
W październiku 2002 jako kandydat Brazylijskiej Partii Socjaldemokratycznej oraz Brazylijskiego Ruchu Demokratycznego wziął udział w wyborach prezydenckich. W pierwszej turze głosowania zdobył 23,2% głosów i zajął drugie miejsce. W drugiej turze przegrał z kandydatem Partii Pracujących, Luisem Inácio Lula da Silvą, stosunkiem głosów 39% do 61%.

## Burmistrz i gubernator São Paulo

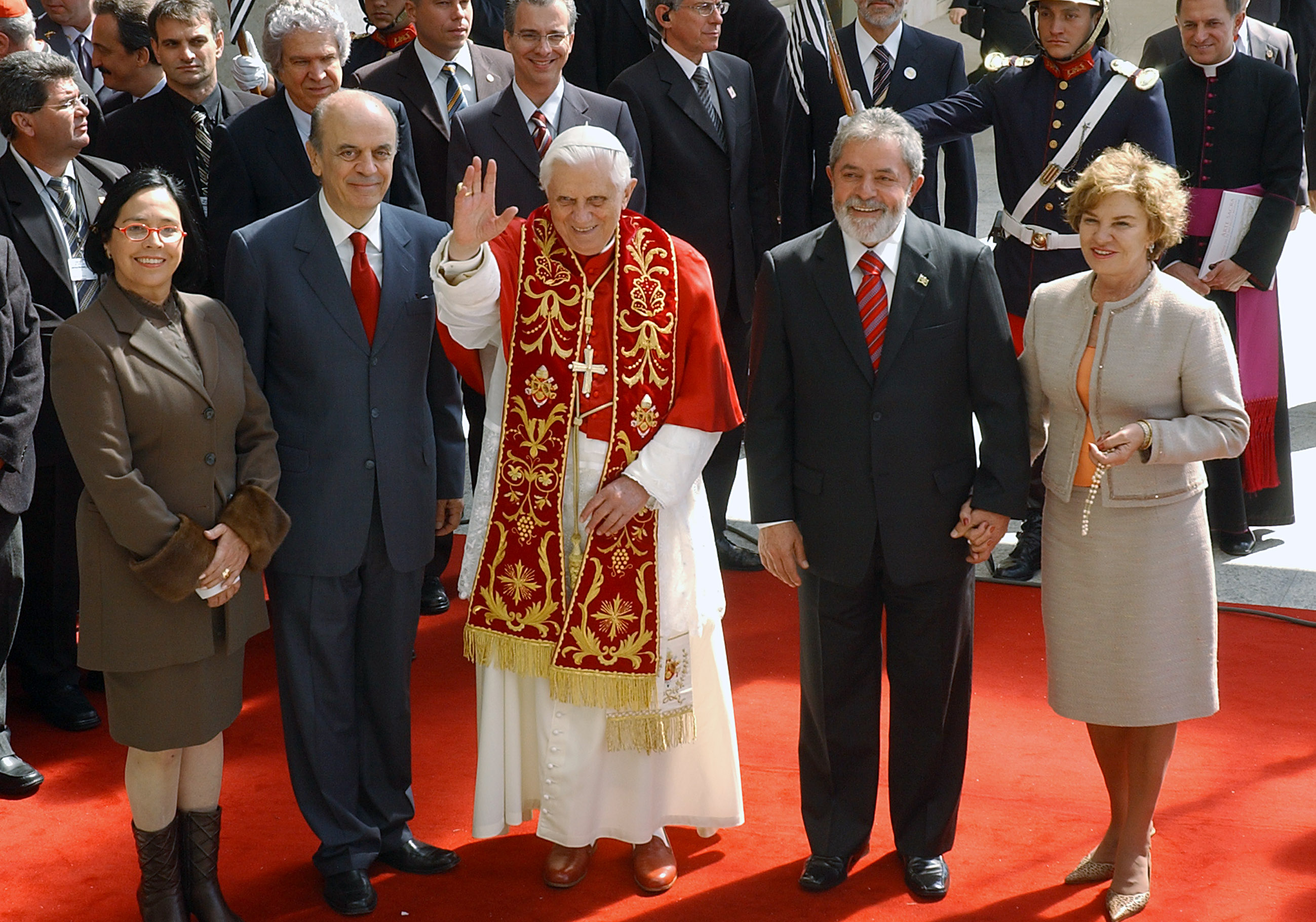
Serra z Benedyktem XVI, 2007

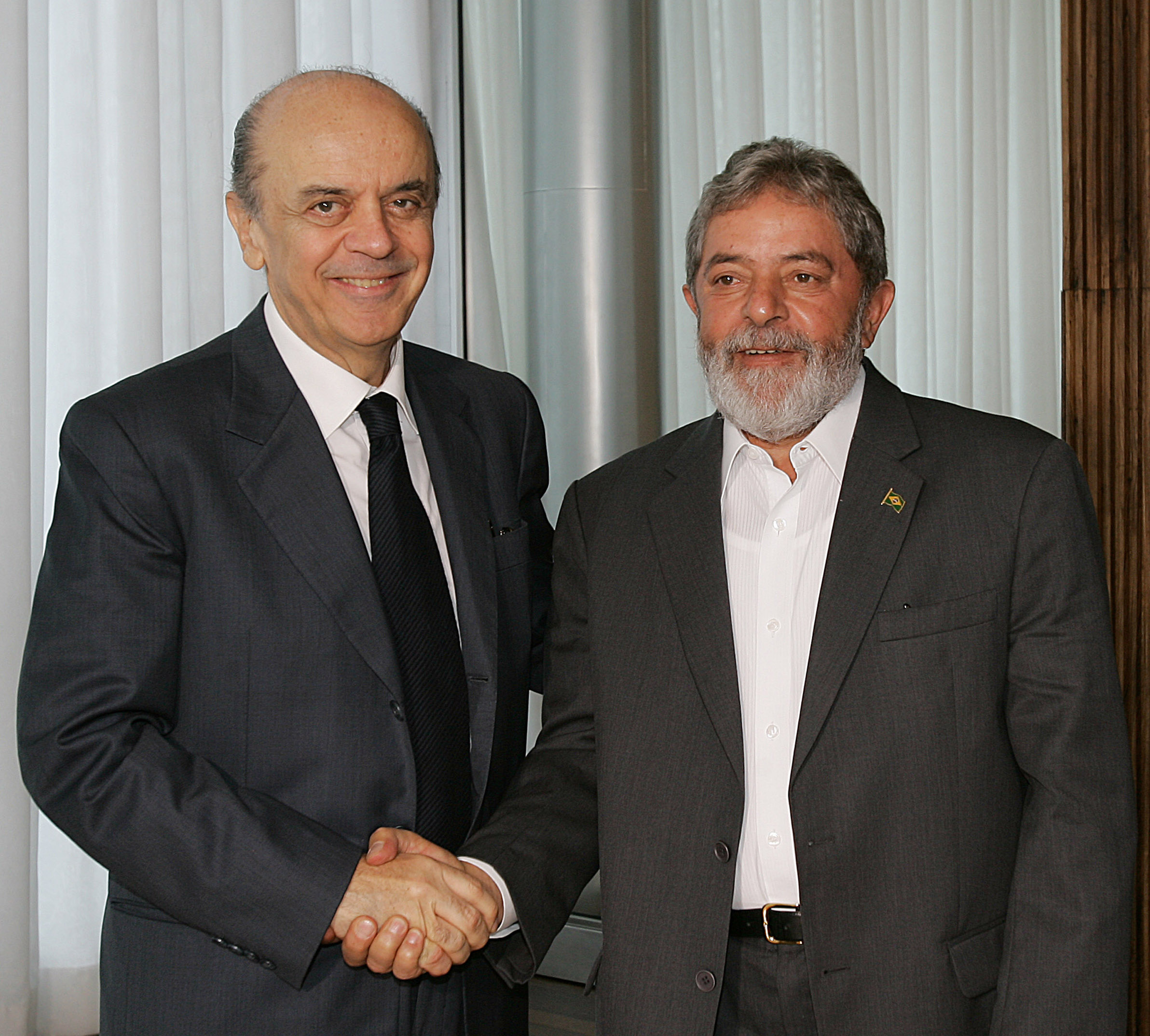
Serra z prezydentem Brazylii, Lulą da Silvą

José Serra już w 1988 rozpoczął starania o zdobycie władzy w ratuszu São Paulo. W wyborach w 1988 przegrał z kandydatką Partii Pracujących, Luizą Erundiną. W 1996 zrezygnował ze stanowiska ministra i ponownie wziął udział w wyborach, wygranych przez Celso Pitta. Po raz trzeci wystartował w wyborach w 2004. Pokonał wówczas kandydatkę Partii Pracujących, Martę Suplicy, zdobywając w drugiej turze wyborów 55% głosów i 1 stycznia 2005 objął fotel burmistrza São Paulo.
14 marca 2006 zdecydował ubiegać się o stanowisko gubernatora stanu São Paulo w nadchodzących wyborach generalnych. 31 marca 2006 z tego powodu zrezygnował z funkcji burmistrza miasta. Serra zwyciężył już w pierwszej turze wyborów, jako jedyny w dotychczasowej historii stanu, zdobywając prawie 60% głosów. 1 stycznia 2007 objął urząd gubernatora stanu São Paulo na czteroletnią kadencję. 2 kwietnia 2010 zrezygnował ze stanowiska, by ubiegać się o prezydenturę kraju.
W pierwszej turze wyborów prezydenckich 3 października 2010 zajął drugie miejsce z wynikiem 32,6% głosów poparcia, przegrywając z Dilmą Rousseff (46,9% głosów). W drugiej turze wyborów 31 października 2010 przegrał z Roussef stosunkiem głosów 44% do 56%.